# 以色列空军
以色列空军（IAF，Israeli Air Force，羅馬化：Zroa ha-’Aṿir ṿe-Heḥalal，「航空暨太空軍」）是以色列国防军的空军。现任空军司令是Amir Eshel少将。拥有大约900架飞机，主力空中战斗機約350架，机种包含F-15I戰鬥轟炸機、F-16I戰鬥機與F-35I隱形戰鬥機。

## 历史

### 早期（1948年－1957年）
以色列1948年建国后立刻遭到周围阿拉伯国家的进攻，以色列空军也就在这时成立。它的前身是哈加納航空勤務隊。以色列空军低微的起点使得其获得的首次胜利显得尤为令人瞩目：它的最初機隊只有一批民用規格轉作軍用的征用機及捐助機雜牌軍。接下来，通过各种渠道获得的各种过时或过剩二战战机添加到机队中。成为支柱的是25架阿维亚捷克戰鬥機S-199（从捷克斯洛伐克购得，实际上就是捷克斯洛伐克製造的梅塞希密特Bf 109）和62架超級馬林喷火LF Mk IXE。创造力和智谋，而不是技術優势（当时以色列空军在装备的技术上落后于对手），是以色列空军成功的早期基础。
在1950年代，法国成为以色列军用飞机的主要供应国。但法国在1967年六日战争前夕对以色列宣布武器禁运，两国间的信任被破坏。这一事件造成了两个效果：以色列航空工业公司显著增加了在武器生产上的投入和能力（起初以法国机型為基礎），美国则取代法国成为了以色列主要的军用飞机供应国，从1960年代晚期至今为以色列生产军用飞机。

### 六日戰爭（1967年）
在六日戰爭期間，以色列空军在开战的第一天就摧毁了绝大多数阿拉伯飞机，获得了绝对的制空权。1967年6月5日，在焦点行动（Operation Focus）中，以色列空军在大规模空袭中组合使用BLU-107德兰德尔反跑道炸弹（BLU-107 Durandal）、常规炸弹、火箭和机炮扫射，将绝大多数埃及空军战机摧毁在地面上。在这一天结束的时候，叙利亚和约旦的空军也基本被全部消灭。战争结束时以色列空军称双方的击毁数对比是以色列损失10架，敌军损失451架。这次行动过程中以色列空军几乎全部出动，只保留了不多的飞机保卫以色列领空。叙利亚、约旦和伊拉克空军也对以色列境内发动了攻击，但针对的主要是民用目标，收效甚微。

### 埃以消耗战争（1969－1970年）
在埃以消耗战争（War of Attrition）中，以色列空军参加了在空中與戰機的格斗以及轰炸敌军纵深的战略目标。主要行动包括：
- 1969年9月11日：以色列空军在格斗中击落12架埃及喷气式战斗机。
- 1969年9月26日：雄鸡53号行动（雄鸡53号行动），以色列空军的超級黃蜂式直升機（Super Frelon）和CH-53海种马直升机（CH-53 Sea Stallion）搭载伞兵突袭了埃及在苏伊士附近的雷达站以“劫持”当时先进的苏联P-12雷达。4吨重的雷达被栓在一架CH-53机腹下运回。
- 1970年1月7日：以色列空军开始攻击埃及纵深目标，以阻止埃及对以色列部署在苏伊士运河东岸部队实施炮火和特种部队袭击。
- 1970年7月30日：以色列空军突袭击落了5架埃及米格-21戰鬥機。

### 贖罪日戰爭（1973年）
贖罪日戰爭裡，以色列空军在苏制地对空飞弹攻击下损失惨重，但仍重新集结协助国防军地面部队作战，并在后期轰炸了叙利亚和埃及的基础设施。这次战争中的最初几次空战之一发生在2月28日。以色列空军的直升机在后勤和救援中起到了重要作用。按照以方统计，以色列空军在这次战争中共损失了102架飞机，埃及损失235架，叙利亚损失135架。

### 发展（1973－1982年）
贖罪日戰爭之后从20世纪70年代开始，以色列的大部分军用飞机都从美国获得。其中包括F-4幽靈II戰鬥機、A-4天鷹式攻擊機、E-2空中預警機等机种。
以色列空军还拥有一定数量的自产机型，如秃鹫式战斗机（IAI Nesher），和后来发展的更先进的幼狮战斗机（IAI Kfir）。幼狮战斗机其实是以色列私自生产的法国幻象5型戰鬥機（Dassault Mirage 5）衍生机型。以色列起初向法国购买了50架幻象5型飞机，但后来由于赎罪日战争遭法国禁运而未能交货。幼狮战斗机采用的是美国授权以色列生产的美式发动机。1976年，以色列空军在乌干达参加了解救人质的恩德培行动。
在80年代到90年代，以色列空军装备了一系列新型的美制飞机，如F-15鷹式戰鬥機、F-16戰隼戰鬥機、AH-1眼鏡蛇和C-130。

### 轰炸奥西拉克核反应堆（1981年）
1981年6月7日，以色列空军8架F-16A战斗机在6架F-15A战斗机掩护下展开了歌剧行动，旨在摧毁伊拉克的奥西拉克（巴比倫行動）核反应堆。执行这次轰炸任务的飞行员中包括后来成为以色列首名宇航员的伊兰·拉蒙。以色列称这次行动为歌剧行动（有时也被成为巴比伦行动或Ofra行动）。

### 黎巴嫩戰爭（1982年）
在1982年黎巴嫩戰爭期間，以色列空军摧毁了叙利亚防空阵地、击毁近100架叙利亚飞机，己方则未损失一架战斗机。然而，以色列的一架A-4天鹰攻击机被巴勒斯坦解放組織的SA-7导弹击落，飞行员被俘。以色列空军的AH-1眼镜蛇攻击直升机击毁了数十辆叙利亚装甲车和其他地面目标，包括一些T-72主戰坦克。
战后，攻击真主党和巴解組織在南部黎巴嫩的武装力量成为了以色列空军和AH-1眼镜蛇的主要任务。

### 轰炸巴解组织总部（1985年）
在1985年10月1日，木腳行動轰炸了巴解组织在突尼西亞首都突尼斯的总部。这次任务的单程距离长达2000公里，是以色列空军执行的飞行距离最长的任务，波音707为执行攻击任务的F-15进行了空中加油。
这次袭击引起了包括以色列最重要的盟友美国在内的国际社会的强烈不满。

### 高科技时代（1990年及以后）

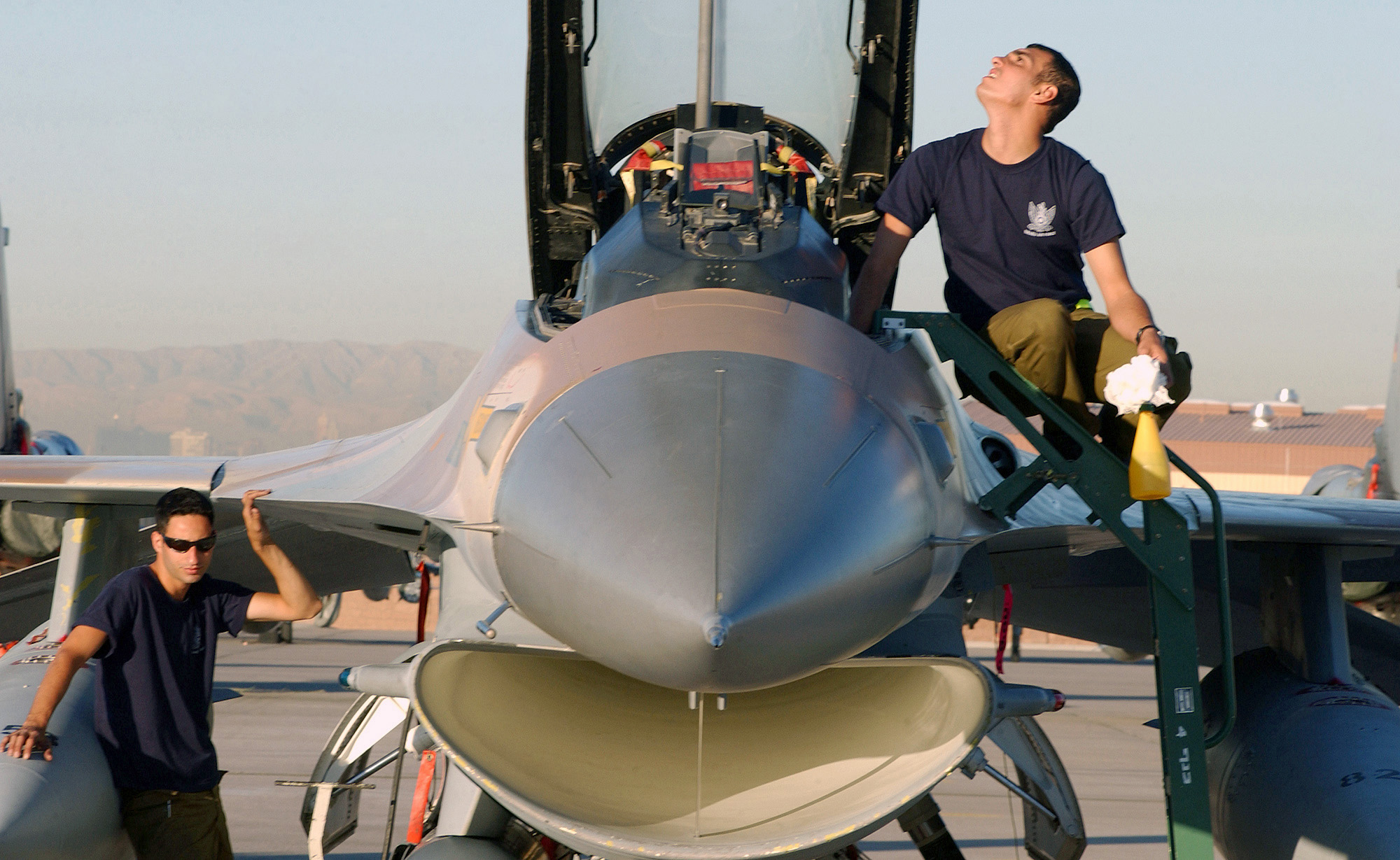
2003年红旗演习中，以色列空军机械师在进行F-16战斗机的起飞前检查

1990年代中，以色列空军为其多数飞机装备新型的以色列製造武器系统，提高飞机的性能。同时期内以色列空军还接收AH-64阿帕契武装直升机，并为其战斗机装备巨蟒4型飛彈、Popeye和Derby等以色列自製先进导弹。1991年，以色列空军参加了把埃塞俄比亚犹太人转移到以色列的所罗门行动（所羅門行動）。
同年，以色列在第一次海湾战争中受到伊拉克飞毛腿导弹的袭击。在整个战争中，以色列空军飞行员时常在飞机座舱内待命，随时准备起飞对伊拉克进行报复性打击。来自美国的政治压力使以色列空军处于停飞状态，同时由联军的空军以及美国和荷兰提供的爱国者防空导弹应对飞毛腿。
进入21世紀以来，以色列空军购买F-15I“雷”和F-16I“风暴”。这两种最先进的F-15和F-16改型是美国专为以色列的需求生产的。以色列空军是美国之外最大的F-16拥有国，各機型總計有362架。第一架在2004年4月交货。新装备的还有以色列自产的具有全向攻击能力的巨蟒5型空对空导弹，以及特殊改型的AH-64DI长弓阿帕契攻击直升机。2005年以色列空军装备特殊改型的湾流5型（灣流G550）喷气机，机上装备以色列军事工业公司（以色列軍事工業）制造的具世界先进水平的情报系统。

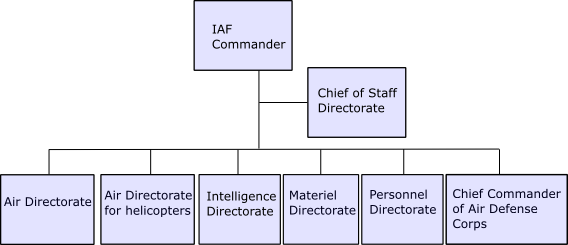
以色列空军指挥结构

外界认为以色列空军驻扎在Sedot Mikha空军基地的三个中队（150中队、199中队和248中队）是以色列的地对地核打击力量，并认为这里装备着数量在21枚到100枚之间的杰里科（Jericho missile）I型和II型中程弹道导弹。能够覆盖整个中东和欧洲，以及非洲和亚洲很大范围内的目标的杰里科III型导弹被认为正在开发之中，但当然也很有可能已经被开发完成进入部署。
在阿克萨群众起义中，以色列空军主要參與刺杀被以色列视为恐怖份子的巴勒斯坦军事组织领导人，包括沙拉·沙克哈德（Salah Shakhade）、马赫穆德·阿布-胡努德（Mahmoud Abu-Hunud）、阿布·阿里·穆斯塔法、谢赫·艾哈迈德·亚辛、阿卜杜勒·阿齐兹·兰提西。这一政策由于在一些场合导致的平民伤亡而受到争议。以色列称与恐怖主义的战斗至关重要，同时称以色列空军的飞行员尽其所能避免平民伤亡，必要时会取消攻击。
1994年高等法院判决来自南非的犹太移民爱丽丝·米勒（Alice Miller）上诉胜诉，空军飞行学校由此向女性开放。米勒通过入学考试，但未通过体检而没能入学。后来罗尼·扎克曼（Roni Zuckerman）在2001年毕业成为第一个女战斗机飞行员（在她之前毕业的有3个女导航员）。

以色列空军的机徽标志是白色圆底上的蓝色大卫之星。通常被涂装在机身六个不同位置 - 每个机翼的上下表面，及机身的两侧。所属中队的标记通常涂在尾翼上。

## 參戰纪录
以色列空军被认为是中东地区最强大的軍事力量，同时也是世界上最現代化的空军之一。在过去的几十年里以色列购买先进的美国战机，并在其上安装本土开发制造的航空电子设备和武器。以色列空军最大的强势可能是其飞行员，并且保持着多项击坠纪录。以色列空军倚仗其空军情报部门进行情报收集，包括分析航空摄影结果。以色列空军的很多电子和武器系统多是由以色列军事工业公司（以色列軍事工業）、以色列航空工业公司（以色列航太工業）和埃尔比特系统公司（埃爾比特系統）等生产的。
以色列空军保持着喷气机时代以来的多项世界纪录，包括击坠的敌军战机数、空战战果、特殊行动、以及空对地打击等。

### 六日戰爭
1967年6月5日，六日戰爭：3小时内摧毁整个埃及空军。当天结束时消灭叙利亚和约旦空军。战争结束时以色列空军称获得了己方损伤10架击坠对方451架的战果。见：焦点行动（Operation Focus）

### 消耗战争
在1969年3月到1970年8月的埃以消耗战争：以色列空军在空战中击落111架敌机，自己只损失4架战机（根据以色列方统计）。同时，冷战中苏联與阿拉伯国家保持着密切的关系。在1970年7月30日局势的紧张终于到达了顶峰：以色列空军的一次袭击引来了与苏联飞行员驾驶的米格战机的大规模空战，5架米格飞机被击落，以色列空军则没有损伤。

### 赎罪日战争
1973年10月9日，赎罪日战争：以色列的两队F-4的4机编队袭击并摧毁了叙利亚军队总参谋部在大马士革的总部。叙利亚空军总指挥部也遭受了破坏。
在整个赎罪日战争期间，以色列空军共击落277架敌军战机，占了以色列空军1948年以来击坠总数的三分之一以上。

### 1982年黎巴嫩之戰
1982年6月8日黎巴嫩之戰：在几小时内摧毁整个苏制装备的叙利亚部署在黎巴嫩的防空系统，己方未损失一架战机。同时以色列空军还声称击落了共80架叙利亚飞机，己方未损失一架飞机。

### 以色列-黎巴嫩冲突：2006年7月至8月
以色列空军在2006年以黎衝突中在对黎巴嫩的袭击里起到了关键作用。袭击的主要目的是削弱以黎巴嫩南部为主要基地的真主党民兵武装。以色列空军在冲突中总共出动了12,000架次，摧毁了相当多的黎巴嫩设施。2006年7月30日对Qana附近一所村庄的袭击摧毁了一幢公寓并杀死了至少28名平民，因此招致了国际社会的严重谴责。真主党武装在战斗的最后一天击落了一架以方一架CH-53海种马直升机。另有一架以方的F-16战斗机在起飞时坠毁。

### 以色列-敘利亞冲突：2012年至今
2018年2月以色列一架F-16被敘利亞政府裝備的俄系防空武器擊落。
2018年5月以色列派出一架F-35空襲敘利亞境內目標，以報復伊朗部隊向戈蘭高地發射火箭，為F-35全球首戰。

### 其他
- 唯一一次有资料记载的只剩一边机翼的F-15着陆——另一侧机翼在空中与一架A-4相撞时脱落。A-4发生爆炸，飞行员跳伞。F-15的生产商麦道公司起先拒绝相信这种着陆的可能性，直到这次事故的照片被送到才改变观点。这架F-15后来被修复回到战斗状态。
- “王牌飞行员”：39名以色列飞行员击落了至少5架敌军喷气飞机，其中10名至少击落了8架敌军喷气飞机。
- “王中王”：吉奧拉·艾普斯汀击落了17架敌军喷气飞机，由此获得并保持了世界喷气机击坠数纪录，以及朝鲜战争后各型飞机击坠数纪录。
- 在以色列参加的各次战争中共有126架敌机被地面防空击落，多数发生在1970年代，以色列空军只在空對空战中损失过2架飞机，一次在1959年，一次在1964年。

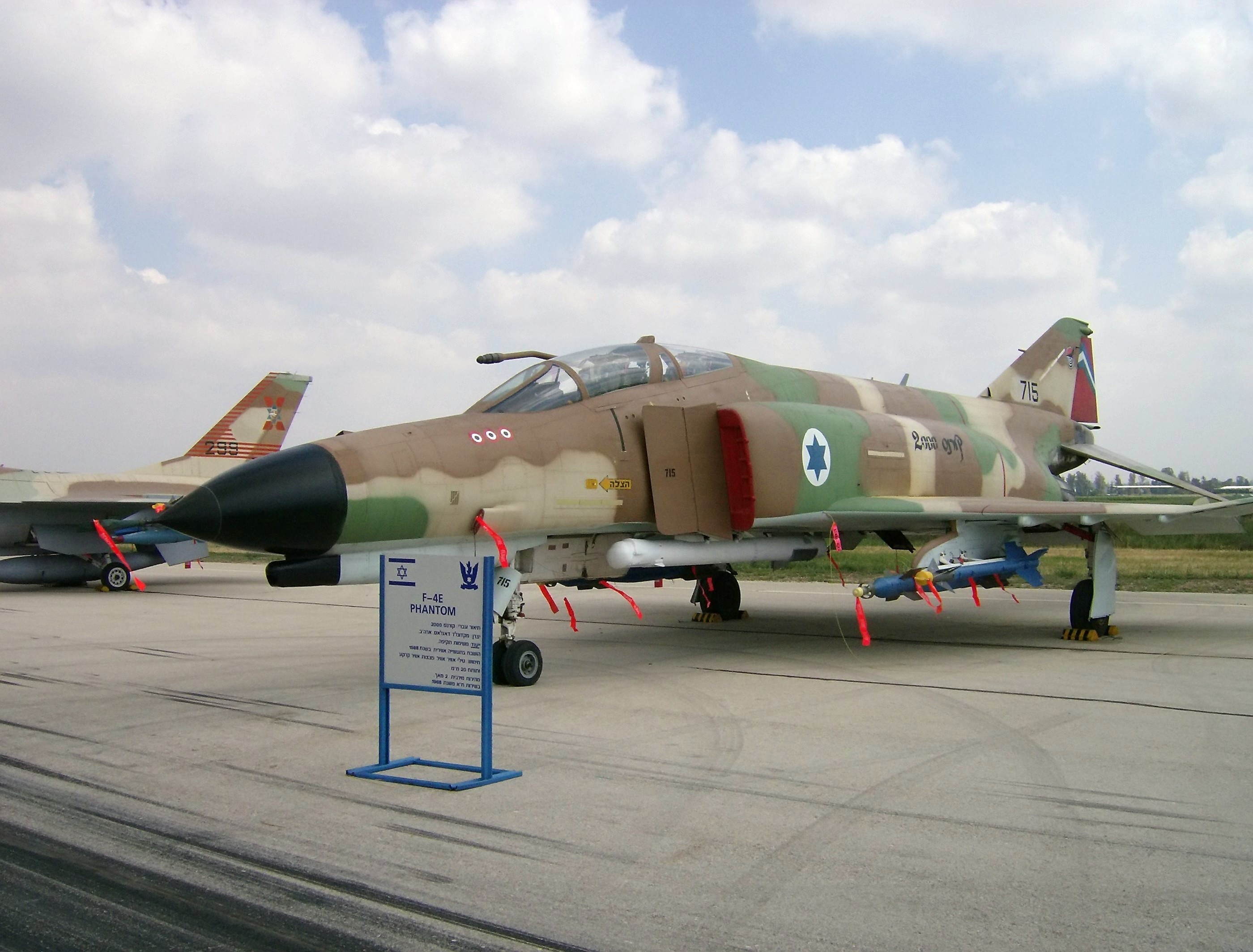
以軍F-4E
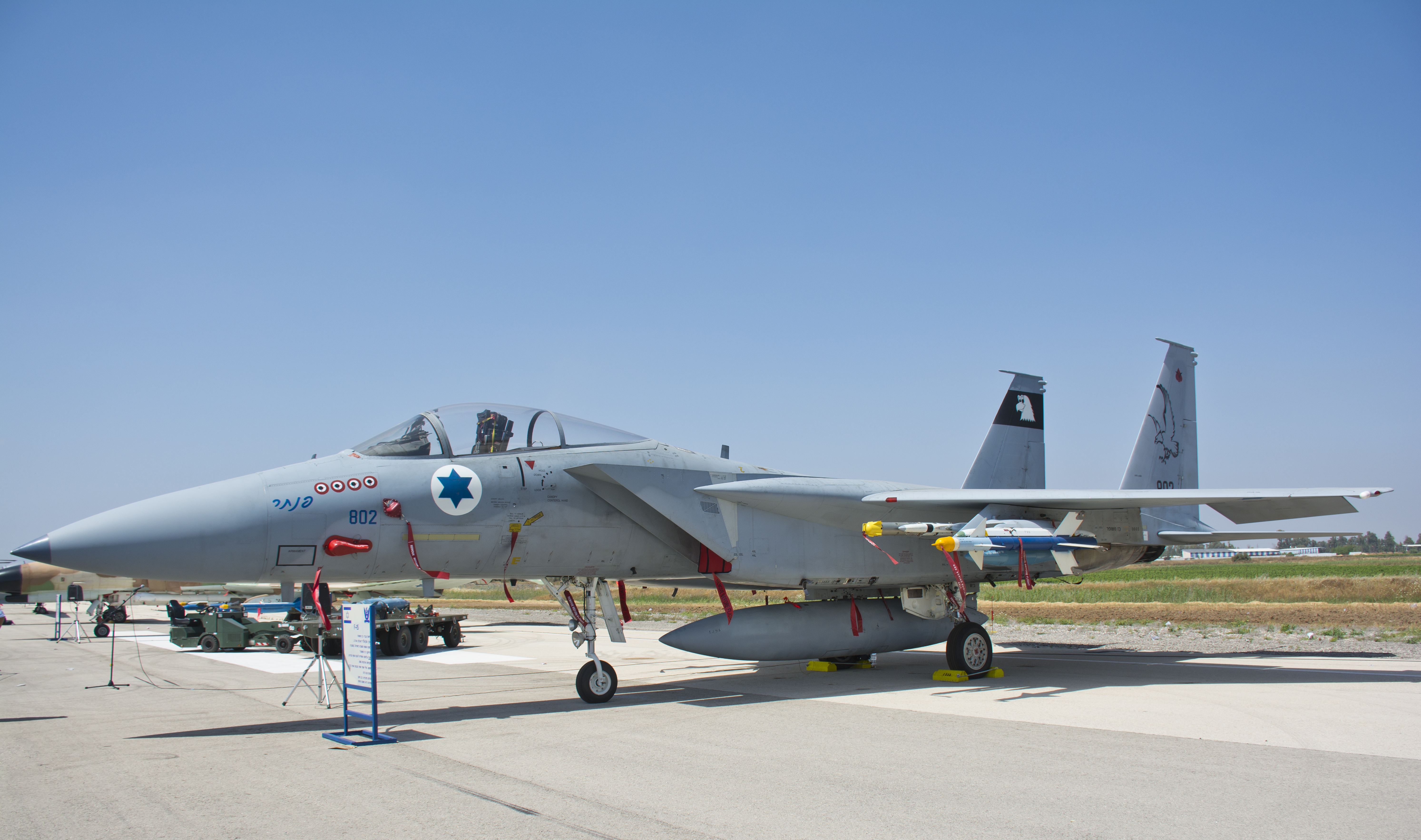
以軍F-15C
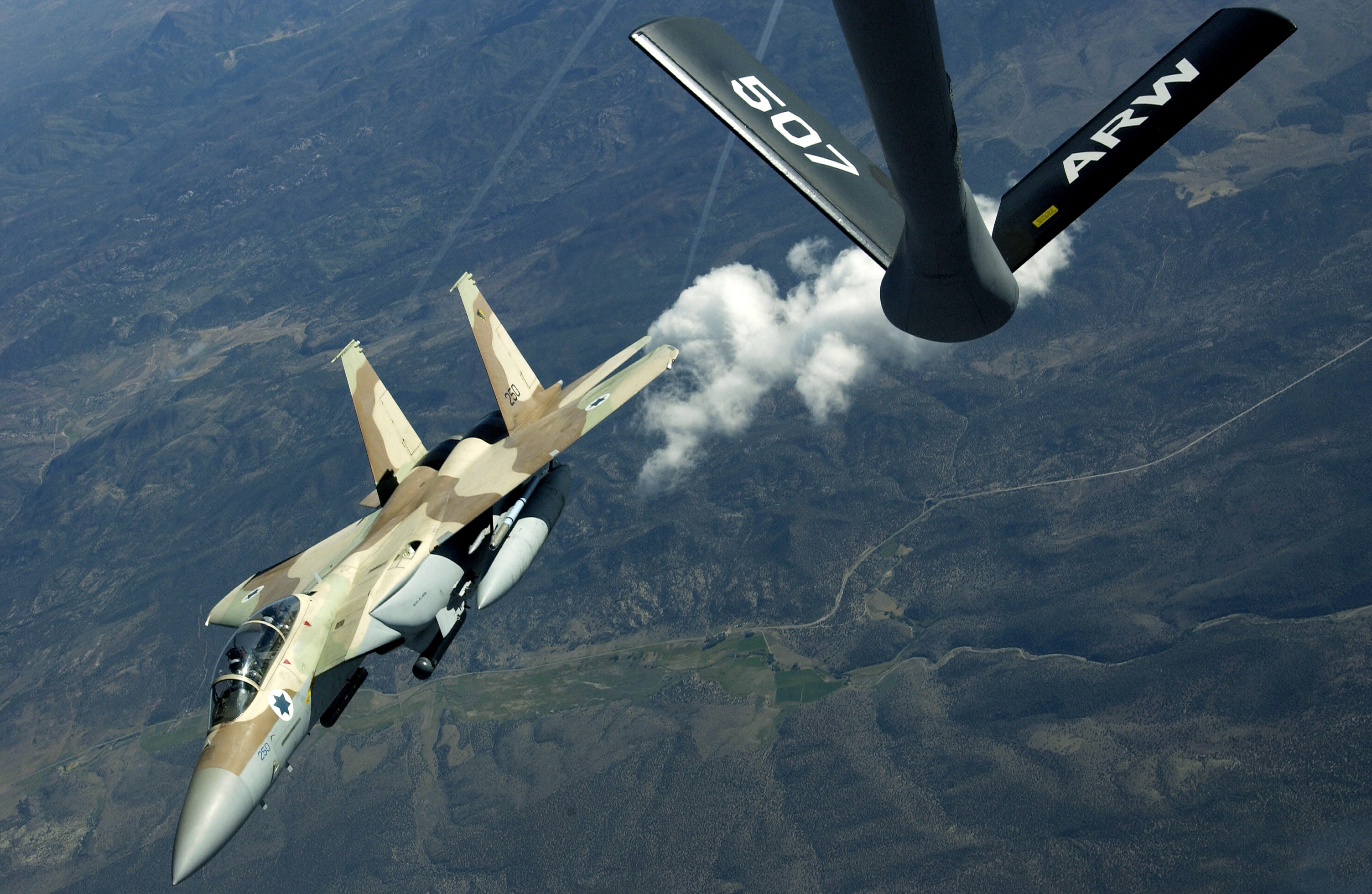
以軍F-15I
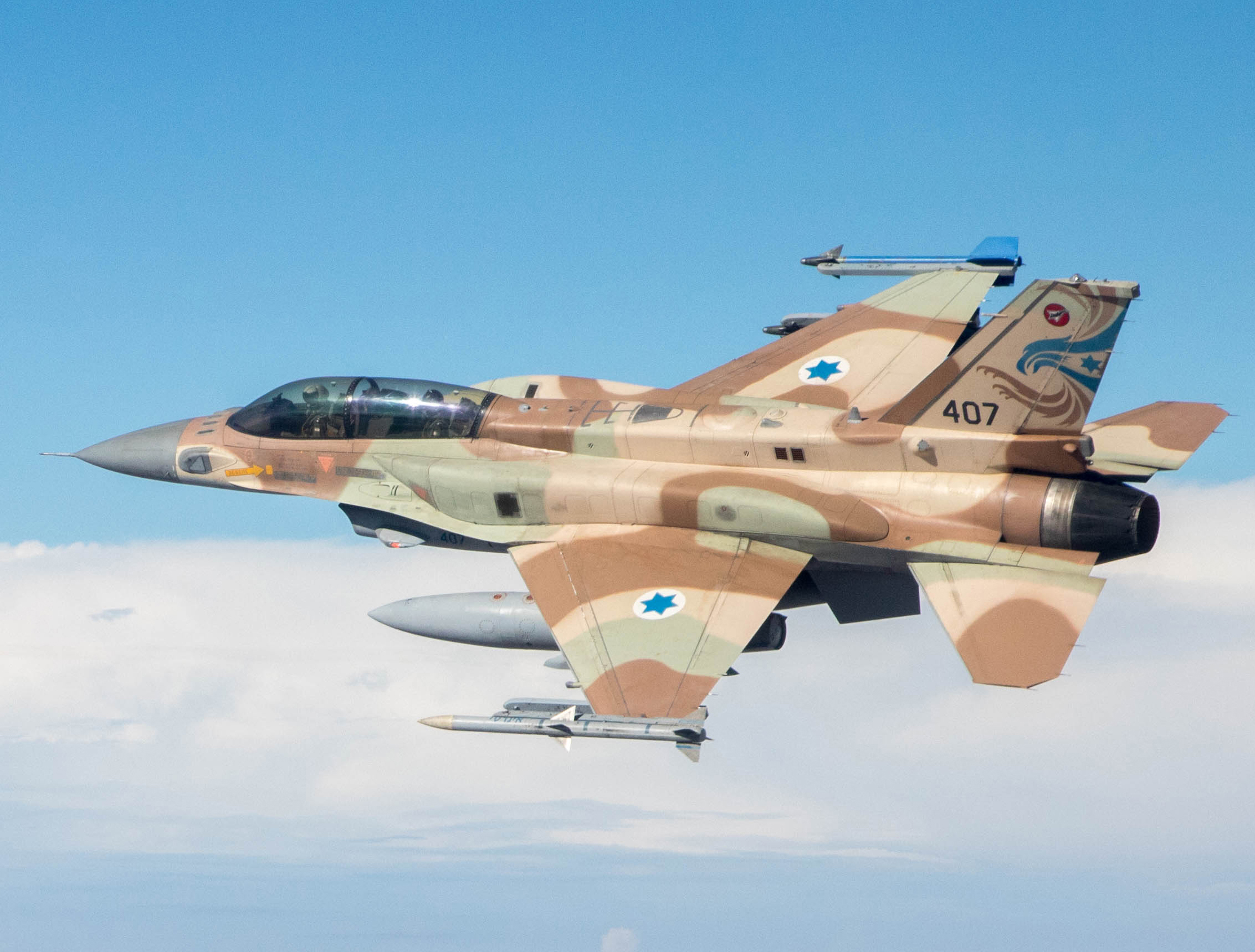
以軍F-16I
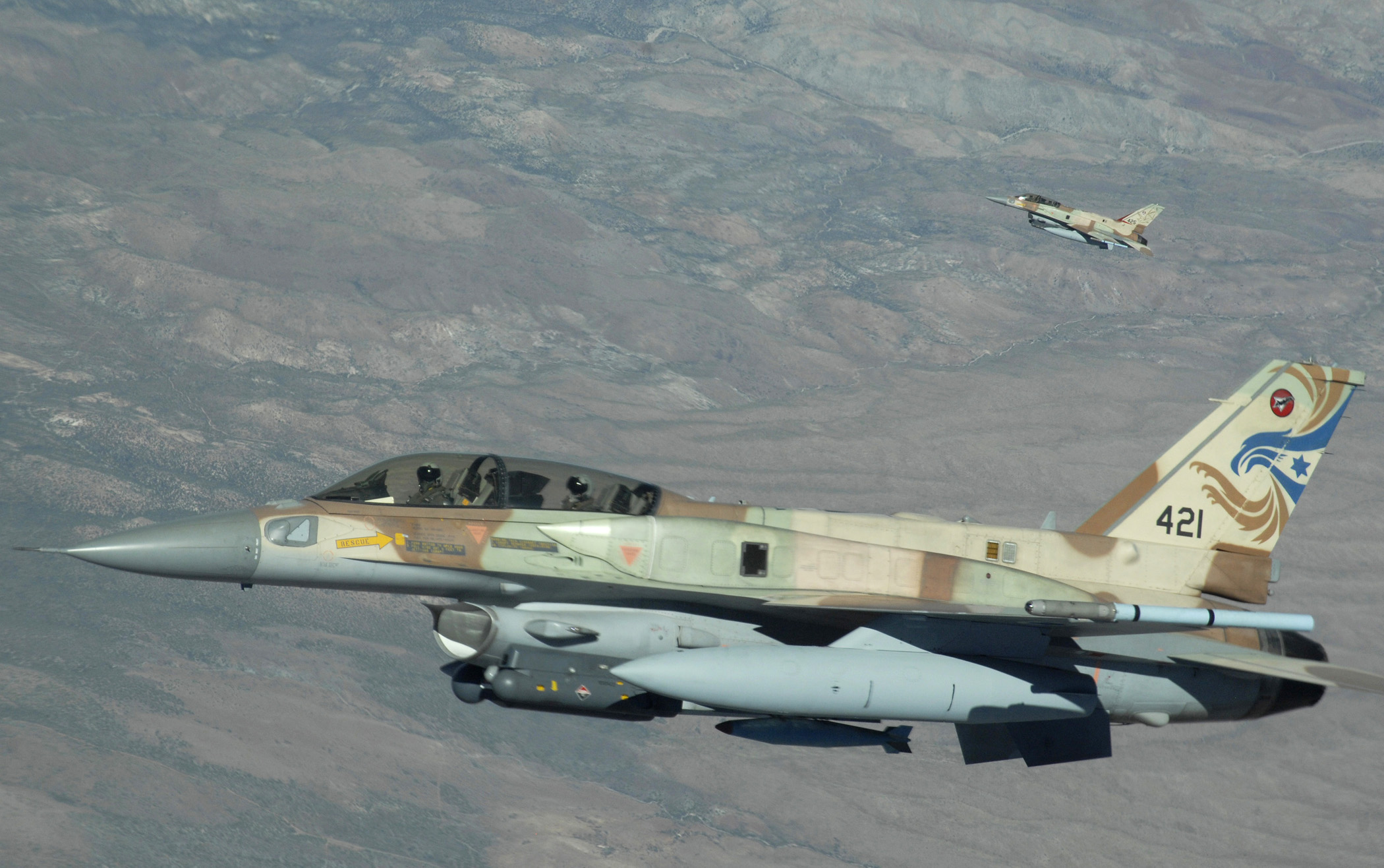
以軍F-16I
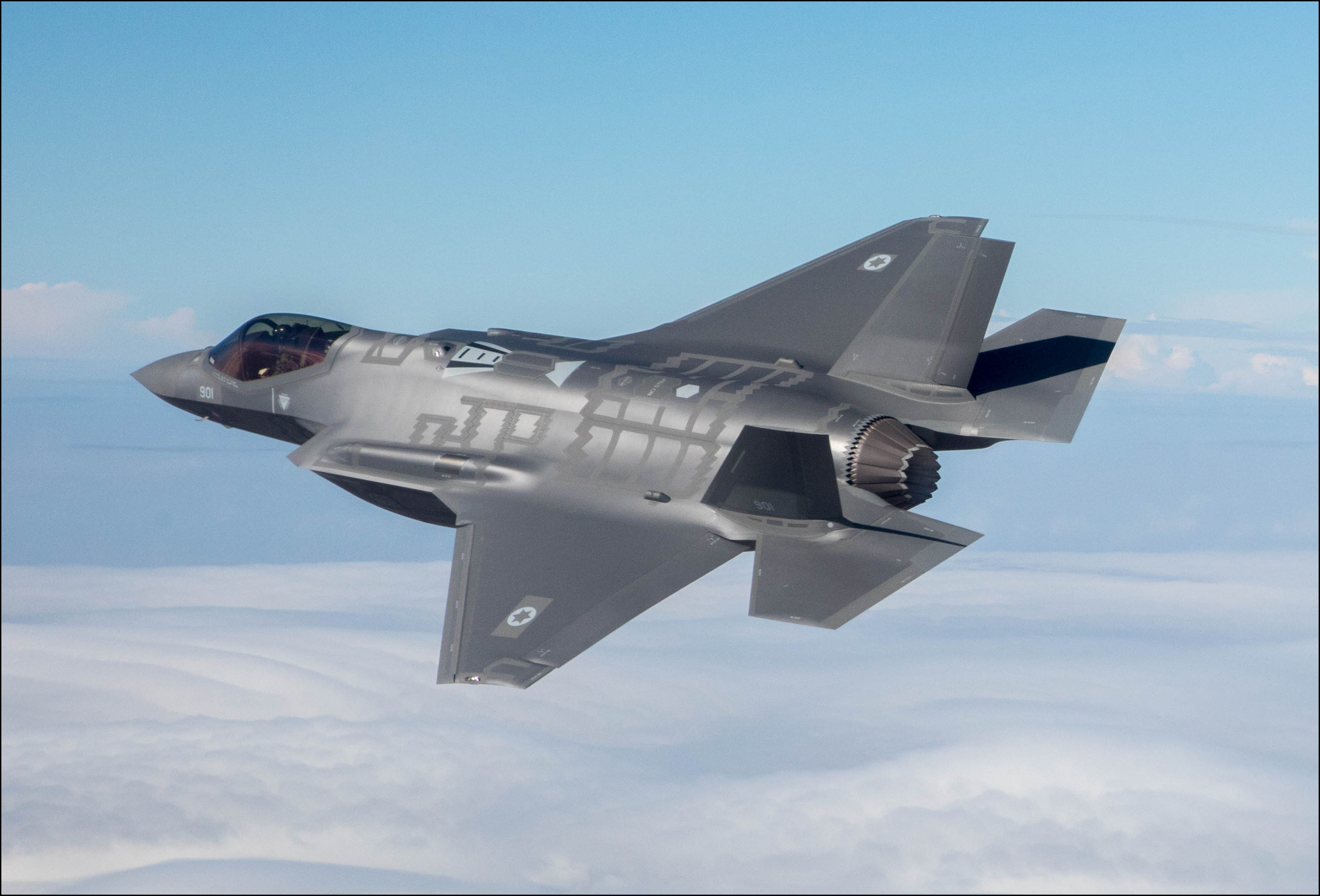
以軍F-35I
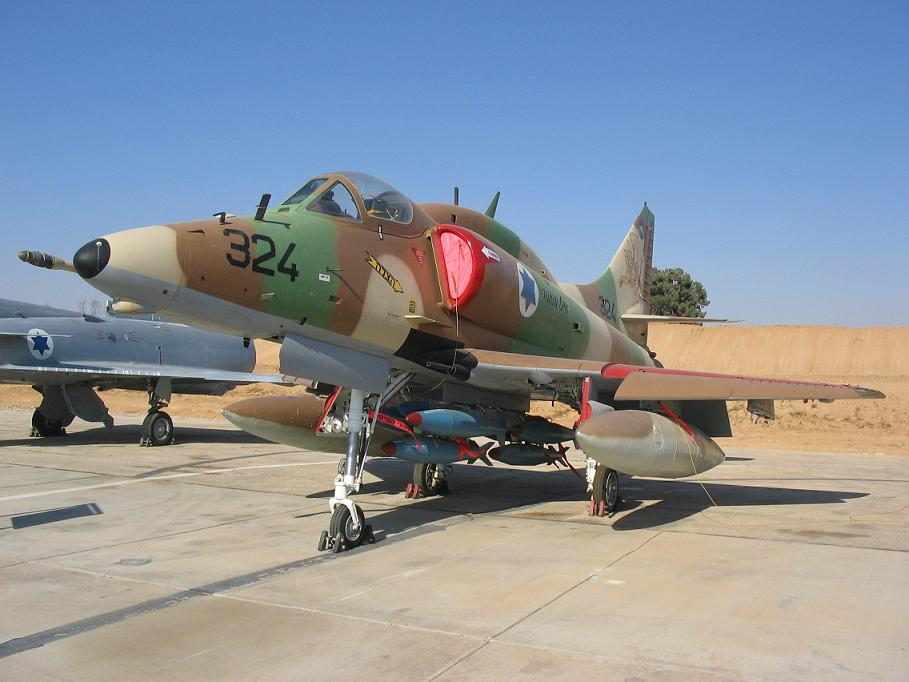
以軍A-4
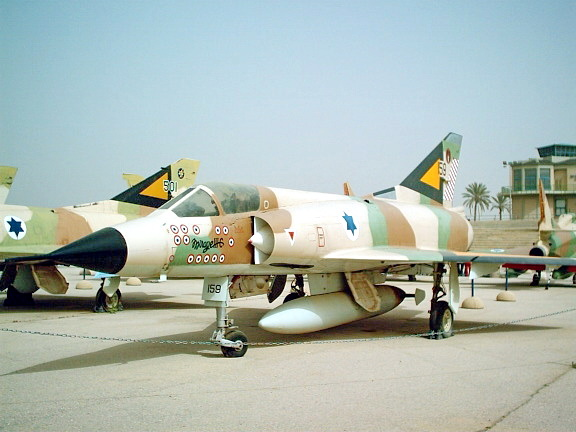
以軍幻象3型
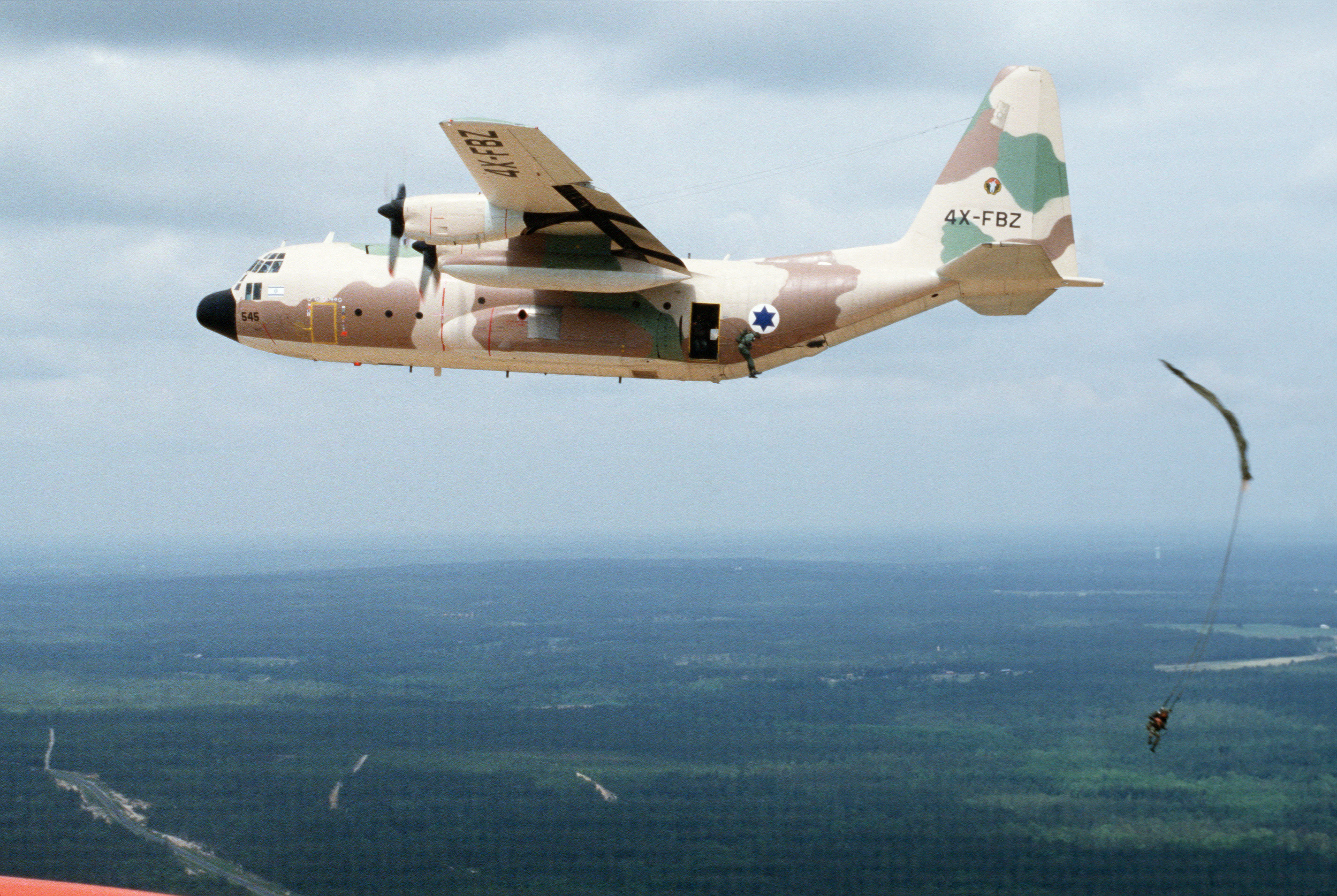
以軍C-130
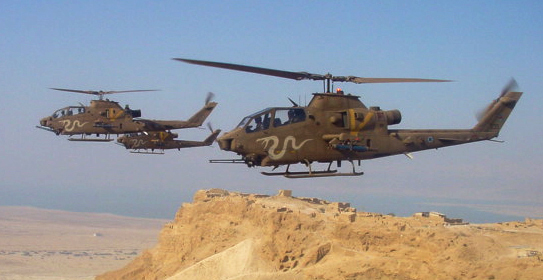
以軍AH-1
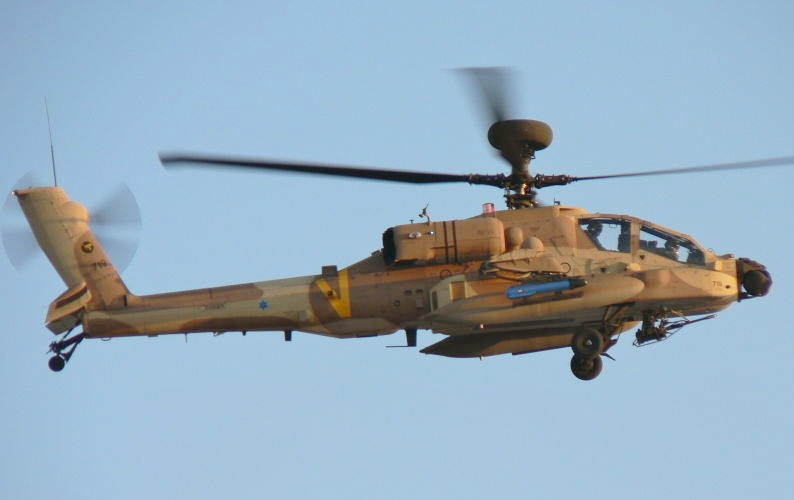
以軍AH-64D
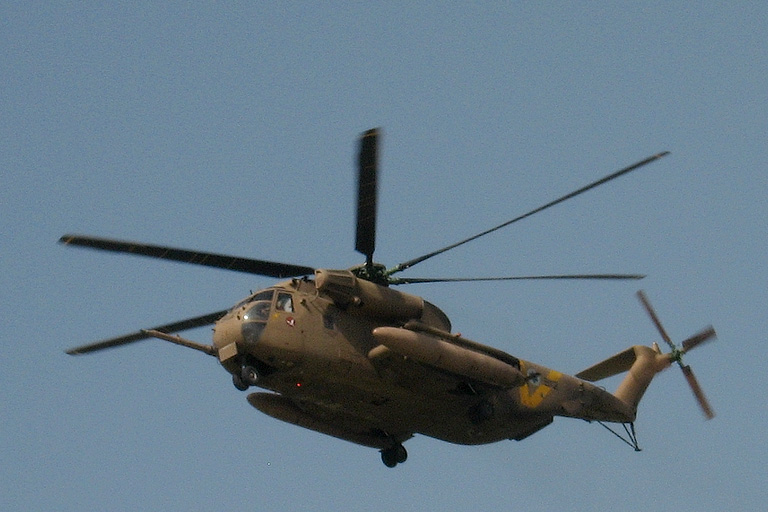
以軍CH-53E
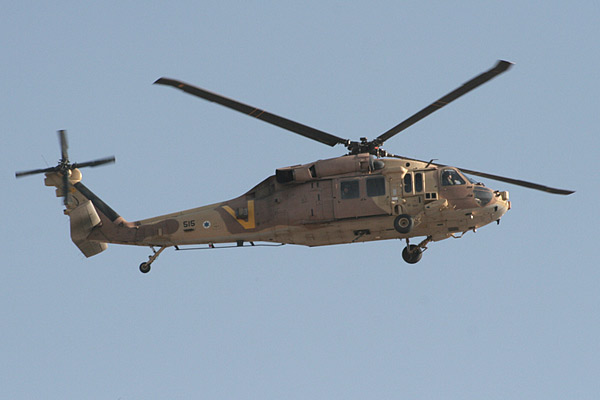
以軍UH-60

## 飞行员选择与训练
埃泽尔·魏茨曼是公认的以色列空军的架构者，他信奉只培养以色列社会的精华来驾驶本国空军飞机的信条，他认为地面部队的勇气与技巧如果不能有制空权的保护就全无用处，因此只有被认为能够胜任以色列飞行员一职的人才会被邀请参加训练，而只有最出色人才有可能通过这一可能是世界上最严格的军事训练和筛选过程。
因此，潜在的以色列空军飞行员在18岁向部队报到前几年就被标记出来。考虑的条件包括学校成绩，出色的体能和对国家的格外忠诚等等。
满足这些条件的人会被邀请参加一个为期6天的gibush（“内聚”之意），通过严格的体能，智力、精神和社会性考验来对参加者进行挑选。学员被考察的不光有完成指定任务的能力，还包括完成这些任务的态度。在6天期满时90%的参加者都会被从进一步筛选中淘汰。
幸存者们面对的是为期将近3年的训练，不仅包括如何驾驶飞机，还包括如何成为一个军官和领袖，及其对应的学位。课程的一部分要求学员到步兵部队任军官，以体会在地面的同伴对空军存有的是何种期望。
随着学员知识的增长，以及考试和测验变的越来越频繁和困难，学员的人数也不断减少。导致学员被淘汰的原因不只有学术成绩，饮酒过量、粗暴行为或者其他显示缺乏纪律性的行为都会让学员被逐出课程。虽然不常见，但曾经还出现过几个过度大意的学生在毕业前几天甚至几小时前被退学的例子。取决于学员到达的阶段，有些在高级阶段被淘汰的学员会留在空军作为地面人员，或者转入陆军服役。
少数毕业的学员中，只有成绩最突出的会被指派参加高速喷射机飞行员训练，这也是学员最期望的去向，其他则被分配学习直升飞机，运输机或者成为导航员。
飞行员从1995年开始课程对女性开放，而第一个空军女飞行员到2001年才产生。阿拉伯裔以色列人可以在未被要求服兵役的情况下志愿加入以色列国防军，能否参加空军训练则不详。2006年，一名阿拉伯裔以色列人申请参加飞行员培训，但未被接受。

## 以色列空军司令列表

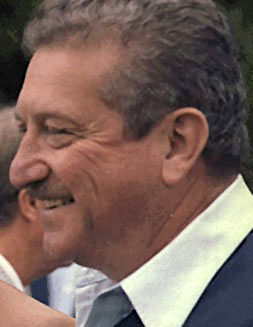
第六任以色列空军司令埃泽尔·魏茨曼

| - Yisrael Amir（1948年5月－1948年7月） - Aharon Remez（1948年7月－1950年12月） - Shlomo Shamir（1950年12月－1951年8月） - Hayim Laskov（1951年8月－1953年5月） - Dan Tolkovsky（1953年5月－1958年7月） - 埃泽尔·魏茨曼（1958年7月－1966年4月） - Mordechai Hod（1966年4月－1973年5月） - Binyamin Peled（1973年5月－1977年10月） | - 大卫·伊夫里（1977年10月－1982年12月） - Amos Lapidot（1982年12月－1987年9月） - Avihu Ben-Nun（1987年9月－1992年1月） - Herzl Bodinger（1992年1月－1996年7月） - Eitan Ben Eliyahu（1996年7月－2000年4月） - 丹·哈鲁兹（Dan Halutz）（2000年4月－2004年4月） - 埃里埃泽尔·施克迪（Elyezer Shkedy）（2004年4月－2008年5月） - 伊杜·尼胡什坦（Ido Nehoshtan）（2008年5月-2012年5月） - Amir Eshel（2012年5月-） |

## 飛機

### 历史

#### 戰鬥機／轟炸機
- Avia S-199战斗机 - 希伯莱语名称：「梅赛施密特、Sakeen」（匕首）
- 波音 B-17飞行堡垒轰炸机 （四引擎重型轰炸机）
- 布里斯托英俊战士战斗轰炸机（Bristol Beaufighter）
- 达索幻象3型戰鬥機
- 达索神秘战斗机（Dassault Mystère）
- 达索暴风雨战斗机（Dassault Ouragan）
- 达索超级神秘式战斗机（Dassault Super Mystère）
- 德哈維蘭蚊式轟炸機（De Havilland Mosquito）
- 格罗斯特流星战斗机（Gloster Meteor）
- 以色列航太工業 幼狮战斗机
- 以色列航太工業 鹰式战斗机（Nesher）
- F-4II幽靈式戰鬥機
- P-51野馬戰鬥機
- Sud航空公司秃鹰战斗轰炸机
- 超級馬林噴火戰鬥機

#### 多用途飛機
- 法國宇航公司 Socata Rallye
- 南风公司（Auster） Autocrat - 希伯莱语名称：「Primus」
- 比奇 空中女王（B-80 Queen Air） - 希伯莱语名称：「Zamir」（南丁格尔）
- 德哈維蘭 迅龙（Dragon Rapide）
- 多尼尔 Do 27 - 希伯莱语名称：「Dror」（麻雀）
- 多尼尔 Do 28 - 希伯莱语名称：「Agur」（起重机）
- 格鲁门 G-44 野鸭（G-44 Widgeon）
- 格鲁门 OV-1 莫霍克 - 希伯莱语名称：「Atalef」（蝙蝠）
- 迈尔斯空中货车 （Miles Aerovan）
- Noorduyn UC-64A 挪威人 （UC-64A Norseman）
- 法国北方航空公司 1203 Norécrin II
- 法国北方航空公司 2501 Noratlas
- 派拉特斯 布里顿-诺曼海岛人（Britten-Norman Islander）
- 派拉特斯 PC-6A 搬运工
- Taylorcraft BL

#### 运输／偵察機
- 波音377同温层巡航者（Boeing 377 Stratocruiser） - 希伯莱语名称：「Anak」（巨人）
- 赛斯纳180
- 赛斯纳206
- PBY卡特琳娜水上飛機
- 道格拉斯C-46運輸機
- 道格拉斯C-47運輸機
- 道格拉斯C-54空中霸王（Douglas C-54 Skymaster）
- 道格拉斯DC-5
- 格鲁门E-2C鹰眼，希伯來语名称：「Daya」（风筝）
- 洛克希德18北极星（Lockheed 18 Lodestar）
- 洛克希德星座（Lockheed Constellation）
- 洛克希德哈得逊
- RWD-13
- RWD-15

#### 教練機／小型飛機
- Airspeed AS65 领事（AS65 Consul）
- Avro Anson
- 波音 史提曼（Stearman （PT-13 Kaydet））
- 德哈维兰DH 82虎蛾机（DH.82 Tiger Moth）
- 德哈維蘭加拿大 DHC-1花栗鼠（DHC-1 Chipmunk）
- 福克 S-11训练师
- 北美航空 AT-6哈佛
- 比亚乔（Piaggio） P.149D
- 风笛手 PA-18超级幼兽（PA-18 Super Cub）
- 共和飞机公司RC-3海蜂（RC-3 Seabee）
- 凌·特姆科·沃特（Ling-Temco-Vought）TE-1A牧童（TE-1A Buckaroo）
- 伏尔提（Vultee）BT-13勇士（BT-13 Valiant）

#### 直升機
- 法國宇航 SA-321K Super Frelon - Hebrew designation：「Tzir'a」（Wasp）
- 法國宇航 SE.3130 Alouette II
- 法國宇航 黑豹
- 贝尔 贝尔47
- 贝尔 贝尔212，希伯來语名称：「Anafa」（苍鹭）
- 贝尔 UH-1易洛魁
- 希勒（Hiller Aircraft） 希勒360
- 西科斯基 CH-53 Sea Stallion - Hebrew designation：「Yas'ur」（Petrel）
- 西科斯基 S-55 Chickasaw
- 西科斯基 S-58 Choctaw
- 西科斯基 S-70 Blackhawk
- 西科斯基 UH-60黑鷹直升機
- 休斯 MD500休斯防卫者 - 希伯莱语名称：「Lahatut」（戏法）。
- 波音 AH-64A/D

#### 其他
- 以色列航太工業 Arava
- 以色列航太工業 Scout（无人机）
- 诺斯洛普 石鸡（Chukar） - 希伯來语名称：「Telem」（犁沟）
- 瑞恩（Ryan Aeronautical Company） BQM-34A火蜜蜂（BQM-34A Firebee，无人机）－希伯來语名称：「Maba」（凝视）
- 瑞恩 BQM-34E/F火蜜蜂II （无人机） - 希伯來语名称：「Shadmit」（林鹬）

#### 俘获机型
- 法国宇航SA-342瞪羚
- Beneš Mraz Sokol
- 德哈維蘭 吸血鬼
- 德哈維蘭 毒液
- UC-61转运人（UC-61 Forwarder）
- Heliopolis Gomhouria
- 米格-15“柴捆”
- 米格-17“壁画”
- 米格-21“鱼窝”
- 米格-23“鞭鞑者”
- 米-8“河马”
- 雅克-11“驼鹿”

## 当前飞机清单
| 机种                                      | 生产国 | 类型                             | 型号                                        | 在役                    | 备注                                                                         |
| ----------------------------------------- | ------ | -------------------------------- | ------------------------------------------- | ----------------------- | ---------------------------------------------------------------------------- |
| 比奇幸运(Beechcraft Bonanza)              | 美国   | 教练机                           | A36 "Hofit"                                 | 18                      |                                                                              |
| 比奇空中国王                              | 美国   | 多用途运输机侦察机               | King Air 200RC-12DRC-12K                    | 2352                    |                                                                              |
| AH-1眼鏡蛇直升機                          | 美国   | 攻击直升机                       | AH-1E "Tzefa"AH-1FAH-1GAH-1S                | 109525                  |                                                                              |
| OH-58奇奧瓦偵察直升機（Bell OH-58 Kiowa） | 美国   | 侦察直升机                       | OH-58D                                      | 7                       |                                                                              |
| AH-64阿帕契直升機                         | 美国   | 攻击直升机                       | AH-64A "Peten"AH-64D "Saraph"               | 2622                    |                                                                              |
| 波音707                                   | 美国   | 运输机特殊任务空中加油空中預警機 | 707-300 "Re'em"                             | 10                      | 一架改作空中預警機 加油機部分將由8架KC-46加油機取代                          |
| 波音KC-46                                 | 美国   | 空中加油機                       | KC-46A                                      | 4                       |                                                                              |
| F-15鷹式戰鬥機                            | 美国   | 战斗机                           | F-15A "Baz"F-15BF-15CF-15D                  | 1661719                 |                                                                              |
| 波音F-15E攻击鷹式戰鬥機                   | 美国   | 战斗机                           | F-15I/I+ "Ra'am"                            | 25                      |                                                                              |
| F-15EX鹰II式战斗机                        | 美国   | 战斗机                           | F-15IA                                      | 訂購50                  |                                                                              |
| 多尼尔Do 28                               | 德国   | 多用途飞机                       |                                             | 12                      |                                                                              |
| Fouga教师（Fouga Magister）               | 以色列 | 教练机                           | CM 170 "Tzukit"                             | 40                      | built by AMIT                                                                |
| M-346教練機                               | 義大利 | 高級教練機                       | Lavi                                        | 30                      |                                                                              |
| Grob G 120                                | 德国   | 教练机                           | Grob G 120A                                 | 7                       |                                                                              |
| 貝爾206                                   | 美国   | 多用途直升机直升教练机           |                                             | 6                       |                                                                              |
| 湾流V型                                   | 美国   | 首脑运输机                       | G550                                        | 2                       |                                                                              |
| 湾流V型                                   | 美国   | 空中預警機偵察機                 | G550                                        | 23                      | 配備了IAI EL / W-2085雷達配備了IAI EL / I-3001系統                           |
| C-130運輸機                               | 美国   | 战术运输机                       | C-130E "Qarnaf"C-130H "Qarnaf"KC-130HC-130J | 8647訂購                |                                                                              |
| F-16戰隼戰鬥機                            | 美国   | 战斗机                           | F-16CF-16DF-16I "Sufa"                      | 784997                  | 以色列於2016退役所有的F-16 A/B共125架，以色列空军F-16C/D 升級為 "Barak 2020" |
| F-35閃電II戰鬥機                          | 美国   | 戰鬥機                           | F-35I                                       | 36（截止2023年1月為止） | 訂購總數75架                                                                 |
| CH-53直升機                               | 美国   | 运输直升机                       | CH-53ACH-53D "Yas'ur 2000" CH-53K           | 732 12                  |                                                                              |
| 西科斯基S-70直升機                        | 美国   | 运输直升机                       | S-70A "Yanshuf"UH-60A/LSH-60F               | 39108訂購               |                                                                              |

### 固定翼飞机
- G 120教練機─希伯來语名称：「Snunit」（燕子）
- 以色列航太工業IAI西风（英语：IAI Westwind）─希伯來语名称：「Shahaf」（海鸥）
- EADS Socata Socata TB（英语：SOCATA TB family）─希伯來语名称：「Pashosh」（鸣鸟）

### 无人机
- 以色列航太工業搜索者偵察機
- 以色列航太工業赫耳墨斯900
- 以色列航太工業哈比無人機
- 以色列航太工業哈洛普自殺式無人機

### 直升机
- 法国宇航公司HH-65海豚（英语：Eurocopter MH-65 Dolphin）
- 欧洲直升机公司AS 565MA豹式（英语：Eurocopter AS565 Panther） - 希伯莱语名称：「Atale蝙蝠」

### 导弹
- 拉斐爾先進防禦系統公司鐵穹系統
- 拉斐爾先進防禦系統公司投石者系統（英语：David's Sling）
- 拉斐爾先進防禦系統公司蜘蛛系統（英语：SPYDER）
- 以色列航太工業箭式反彈道飛彈系統（英语：Arrow (Israeli missile)）（Arrow Israeli missile）
- 以色列航太工業耶利哥一、二、三型中程彈道飛彈（英语：Jericho (missile)）（Jericho missile），可装备核弹头。
- 通用动力FIM-92刺針
- 雷神公司MIM-23鹰式导弹
- 雷神公司MIM-104愛國者飛彈

### 空间系统
- AMOS（卫星）（1、2）－通讯卫星
- EROS（卫星）（A、B）－地球观测卫星
- Ofeq（卫星）（1、2、3、4、5、 6）－侦察卫星
- Shavit（卫星）－运载火箭

## 飛機場及航空站
| - 便古里昂国际机场 - 何茲崙空軍基地 - 夏瑣空军基地 - 米吉多机场 - 内瓦蒂姆空军基地 - 阿夫達空军基地 | - 帕拉馬鑫空军基地 - 拉馬特大衛空军基地 - 拉蒙空军基地 - 塞得多夫基地 - Sedot Mikha空军基地 - 特拉諾夫空军基地 |

## 參看
- 以色列國防軍

## 外部連結
- 以色列空军官方网站（希伯莱语）*（页面存档备份，存于）
- 以色列空军特种部队 - isayeret.com
- 101中队，以色列空军第一个战斗机中队
- 以色列空军F-15单翼着陆（页面存档备份，存于）
- 以色列武器（页面存档备份，存于）
- 以色列空军战斗（页面存档备份，存于） - Ynetnews
- 以色列空军战果统计
- 以色列空军机种
- 以色列空军概况
- 以色列摧毁伊朗核设施的能力（页面存档备份，存于）